# Инородцы
Иноро́дцы — термин использовавшийся во времена Российской империи, который в обиходном словоупотреблении применялся ко всем подданным неславянского происхождения, но формально-юридически он относился лишь к явно перечисленным в законе этническим группам (касался некоторых народов азиатского происхождения). Например Сибирские инородцы, юридически, разделялись на оседлых, кочевых и бродячих (ловцы). Оседлые сибирские инородцы были приравнены в правах к сибирским обывателям, а кочевые сибирские инородцы имели свое управление, состоящее из родового управления, инородной управы и степной думы, у бродячих сибирских инородцев всё управление состояло из одного старосты.
В словаре Брокгауза и Ефрона термин «инородцы» имеет несколько определений:
- вообще русские подданные неславянского племени[2][3];
- особая категория подданных в рамках права Российской империи, отличавшаяся по правам и методам управления от остального населения государства (занимали обособленное административно-юридическое положение, обусловленное низким уровнем их гражданственности, имели особое управление и суд, платили особые сборы[3]).

## Инородцы Центральной России
Инородцы, проживавшие в Центральной России, в том числе: татары, чуваши, марийцы, мордва, удмурты, ингерманландцы, ижорцы, карелы, вепсы и прочие, не считались частью русского народа, однако были встроены в общероссийскую систему управления. С начала XVIII столетия они на общих основаниях платили подати, несли воинскую повинность.
По указу от 10 (21) апреля 1798 года башкирское и мишарское население Урала было переведено в военно-служилое сословие и обязывалось нести пограничную службу на восточных рубежах России. В 1865 году эти категории населения также стали частью податного населения.

## Разряды особой категории инородцев
Первым законодательным актом об инородцах стал «Устав об управлении инородцев», изданный в 1822 году. Он, наряду с «Уставом о сибирских киргизах» определил систему управления неславянскими народами Сибири. Большинство его положений действовало вплоть до Февральской революции (переворота).
Устав об управлении инородцев был составлен Михаилом Сперанским после его экспедиции для изучения состояния Сибири с помощью Гавриила Батенькова. Устав разделял инородцев на «оседлых», «кочевых» и «бродячих» и согласно этому разделению определял их административный и правовой статус.
Согласно «Своду законов о состояниях» (ст. 762) инородцы подразделялись на:
- сибирских инородцев, разделялись на оседлых, кочевых и бродячих (ловцы)[4][5];
- самоедов Архангельской губернии;
- кочевых инородцев Ставропольской губернии;
- калмыков, кочующих в Астраханской и Ставропольской губерниях;
- киргизов Внутренней Орды;
- инородцев Акмолинской, Семипалатинской, Семиреченской, Уральской и Тургайской областей;
- инородцев Туркестанского края;
- инородческое население Закаспийской области;
- горцев Северного Кавказа
- евреев.

Права первых семи разрядов инородцев определялись «Положением об инородцах», «Положением об управлении областей Акмолинской, Семипалатинской, Семиреченской, Уральской и Тургайской», «Временным Положением об управлении Закаспийской области», а также рядом других документов и уставов. Права евреев определялись «Сводом законов о состояниях» (ст. ст. 767—816), а также рядом других касающихся их документов.
Разряды инородцев можно разделить на две категории: восточных инородцев и евреев. Наиболее существенное различие между ними состояло в том, что принадлежность к евреям обуславливалась религией. Поэтому еврей, принявший христианство, согласно закону переставал считаться инородцем. Наоборот, принадлежность к восточным инородцам была обусловлена только происхождением, и поэтому принятие восточными инородцами христианства не влекло за собой выход из состояния инородцев. Вместе с тем восточные инородцы, став оседлыми, могли без всякого ограничения вступать в сословия городских и сельских обывателей. Однако евреи, несмотря на их оседлость, без перехода в христианство не могли выйти из состояния инородцев.
Существовал также особый разряд инородцев, не совершенно зависящих от России. К нему относились племена, кочующие на границе России с Китаем, подданство которых не установлено и о которых вообще не было почти никаких сведений. Они кочевали то на землях китайских, то на русских, имели право свободной беспошлинной торговли с соседними русскими и инородцами, подлежали российскому суду только в случае убийства или насилия, совершённых на российской земле, и пользовались защитой русского правительства только тогда, когда обращались об этом с просьбами. Российское законодательство возлагало на них лишь обязанность пропускать в свои земли и защищать от всяких покушений лиц, снабжённых охранительными листами от генерал-губернатора. При составлении положения 1822 года об инородцах к таким инородцам, не совершенно зависящим от России, были отнесены также чукчи и дзюнгорцы (зюнгорские двоеданцы).
Группа мелких племён, живущих по берегам реки Абакан называли Абаканские инородцы.

## Восточные инородцы
Восточные инородцы подразделялись на оседлых, кочевых и бродячих. Оседлыми считались инородцы, «имеющие постоянную оседлость, хлебопашество и живущие деревнями или в городах, занимаясь торговлей и промыслом городских обывателей». Кочевыми признавались инородцы, имевшие оседлость, которая являлась постоянной, но в зависимости от времени года изменялась, и не жившие деревнями. К бродячим причислялись те инородцы, которые «не имея никакой оседлости, переходят с одного места на другое по лесам и рекам, или урочищам, для звероловного или рыболовного промысла, отдельными родами или семействами».

### Оседлые инородцы и жители Средней Азии и Степного края
Закон приравнивал оседлых инородцев к природным обывателям как с точки зрения прав, так и с точки зрения порядка управления. Что же касается кочевых и бродячих инородцев, то они составляли «особое сословие в равной степени с сословием сельских обывателей, но отличное от него в образе управления».
Инородцы Туркестанского края, Закаспийской, Акмолинской, Семипалатинской, Семиреченской, Уральской и Тургайской областей, независимо от оседлости, были приравнены в своих правах к сельским обывателям. Инородцы этих областей, принявшие православие, могли приписываться к городам и селениям, не получая специального разрешения, и освобождались навсегда от воинской повинности. Инородцы этих областей и Туркестанского края разделялись на волости: у оседлых — на сельские, у кочевников — на аульные общества.
Органами сельского или аульного управления служили сельские сходы или аульные съезды, состоящие из всех домохозяев или кибитковладельцев общества, а также избранные ими сельские или аульные старшины. Органами волостного управления являлись волостные съезды выборных, которые избирались обществом по одному от каждых 50 домохозяев или кибитковладельцев, а также волостной управитель.
Волостной съезд избирал также народных судей, действующих единолично или в составе съездов, включавших не менее трёх судей. Народные судьи избирались на трёхлетний срок.
Волостной управитель утверждался губернатором. Если губернатор отказывался утвердить волостного управителя, он требовал проведения новых выборов или назначал волостного управителя сам. Министр или генерал-губернатор могли заменить выборы назначением волостного управителя губернатором. Права и обязанности волостного, сельского и аульного управления определялись Общим положением о крестьянских учреждениях.
Кочевники при прохождении чужих уездов и областей в полицейском отношении подчинялись местным властям, однако казённые и земские сборы и повинности они отбывали в своих уездах.
При перекочёвках должностные лица исполняли свои обязанности и следовали с наибольшей частью кочевников своей волости или общества. Они получали от уездного начальника свидетельство с указанием числа откочевавших кибиток, которое предъявлялось на кочевьях местному начальству.
Оседлые инородцы Командорских островов пользовались особым правовым положением. Они освобождались от каких бы то ни было повинностей, податей, ясака и управлялись своими начальниками.

### Кочевые инородцы
Сибирские кочевые инородцы для каждого поколения имели назначенные во владение земли, на которых они имели право заниматься земледелием, скотоводством и местными промыслами. На землях, отведённых кочевым инородцам, русским запрещалось самовольно селиться, хотя они могли их брать в оброчное содержание по договорённости с инородческими обществами. Торговать с кочевыми инородцами можно было любыми товарами, кроме спиртных напитков.
Во взаимоотношениях между собой инородцы руководствовались собственными племенными обычаями. Инородцы, владевшие почётными званиями (князцы, нойоны, тайши, зайсаны, шуленги), по местным обычаям пользовались преимуществами. Эти звания признавались наследственными или пожизненными. Своих детей они имели право отдавать в казённые учебные заведения и организовывать с разрешения губернаторов собственные учебные заведения.
Кочевые инородцы участвовали во всех установленных для данной губернии повинностях. Кроме того, они были обязаны содержать за свой счёт органы инородческого управления.
Каждое стойбище или улус, имевшие не менее 15 семейств, организовывали своё родовое управление, состоявшее из старосты и одного или двух его помощников из числа «почётных и лучших» членов рода. Староста избирался или наследовал эту деятельность в зависимости от обычаев. Однако наследственная должность старосты не могла перейти к женщине. Между инородцами староста мог именоваться разными почётными званиями, но в отношениях с правительством он назывался только старостой.
Помощники старосты избирались на определённое или неопределённое время. Эту должность могли занимать лица, достигшие 21 года, имевшие собственное хозяйство, не состоявшие под судом или следствием.
Несколько стойбищ подчинялись инородческой управе, состоявшей из головы, двух выборных и письмоводителя (если имелась такая возможность). Голова мог быть как выборным, так и наследственным.

#### Степные Думы
Многие роды, соединённые в единые образования, подчинялись степной думе, которая состояла из главного родоначальника (тайши и т. п.), голов и избранных заседателей. Старосты, выборные заседатели и головы, независимо от того являлись ли они наследственными или выборными, утверждались в своих должностях губернатором, а главный родоначальник — генерал-губернатором.
Если в ведении степной думы состояли крещёные инородцы, от них назначались особые выборные. Обязанности степной думы состояли в учёте численности населения, в распределении сборов, в учёте общественных средств и имуществ, в распространении земледелия и промышленности среди инородцев, в защите интересов сородичей перед высшим начальством.
Родовые управления и инородческие управы ведали местным благоустройством, а также распределением и сбором податей. Жалобы на решения инородческих управ направлялись местной полиции, а жалобы на полицию — окружному суду.

### Бродячие инородцы
Бродячие инородцы, или ловцы в основном пользовались теми же правами, что и кочевые. Однако распределение земель по племенам у них не практиковалось. На отведённой им полосе они могли свободно переходить из губернии в губернию. Они не участвовали ни в денежных земских повинностях, ни в содержании степного управления. У них не было ни степных дум, ни инородческих управ, а родовое управление состояло из одного старосты.

## Управление самоедами
Определённой спецификой отличалось управление самоедами. Оно осуществлялось Министерством государственных имуществ, а на местах — управлением государственных имуществ Архангельской губернии. Родовое управление в каждой из трёх тундр, отведённых самоедам (Тиманской, Канинской и Большеземельской), осуществлялось старшиной, который избирался на три года и назывался официально старостой. Кроме того, избирались помощники старост. Старосты и их помощники утверждались управляющим государственных имуществ. В случае совершения ими преступления управляющий по просьбе сородичей мог освободить этих лиц от должности раньше срока, на который они были избраны.

## Управление киргизами Внутренней орды
Киргизы (казахи), которые кочевали в степях между Каспийским морем, Уральской областью и Астраханской губернией и носили официальное название киргизов Внутренней или Букеевской Орды, подчинялись Министерству внутренних дел. Сначала эта орда управлялась ханом, но затем ханское звание было уничтожено и был утверждён временный совет из родственников покойного хана и чиновника Министерства государственных имуществ. Впоследствии Внутренняя Орда в административном отношении была подчинена астраханскому губернатору, а в судебном — астраханской соединённой палате уголовного и гражданского суда. Временный совет стал состоять из председателя, советника из русских чиновников и советников из числа ордынцев. Председатель назначался министром внутренних дел по представлению астраханского губернатора. Аналогичным образом назначался и советник из числа русских чиновников. Советники из ордынцев назначались преимущественно из числа лиц, окончивших Оренбургский Неплюевский кадетский корпус, астраханским губернатором по представлению председателя совета.
Совет решал все гражданские исковые дела между киргизами, а из уголовных — дела по маловажным преступлениям и кражам на сумму до 30 руб.
Вся орда была разделена на семь частей: первую и вторую Прикаспийскую, Камыш-Самарскую, Нарынскую, Калмыцкую, Таловскую и Торгунскую. Каждой частью управлял руководитель из ордынцев. Части делились на старшинства, а старшинства на аулы. Руководителями всех этих подразделений избирались ордынцы.

## Управление калмыками, кочующими в Астраханской губернии
Управление калмыками, кочующими в Астраханской губернии, относилось к ведению Министерства государственных имуществ. Управляющий государственными имуществами Астраханской губернии был главным попечителем калмыцкого народа. При нём состояло особое управление калмыцким народом, в состав которого входили правительственные чиновники, а также депутат от калмыцкого народа.
Весь калмыцкий народ делился на семь улусов, каждый из которых состоял из нескольких родов, или аймаков. Каждый аймак состоял из хотонов, включавших не менее 15 кибиток. Улусы подразделялись на казённые и владельческие, состоявшие в частном наследственном владении. В частном наследственном владении состояли и некоторые аймаки и хотоны. В соответствии с этим калмыки делились на простолюдинов и владельцев, имевших по несколько кибиток, или владевших аймаками и носивших звание аймачных зайсангов, или владевших улусами и носивших звание нойонов.
Владельческий улус, аймаки и отдельные семейства в случае смерти владельцев или поступления их в духовное звание не подлежали разделу между наследниками, а переходили к старшему в роде.
Во всех улусах и аймаках создавались улусные и аймачные сходы. Улусные сходы собирались раз в три года. Могли также собираться чрезвычайные улусные сходы. Они созывались по мере надобности попечителем калмыцкого народа.
Улусный сход состоял из владельцев и зайсангов, по одному из каждого семейства, из аймачных старшин и хотонных старост, а также из выборных от хотонов калмыков-простолюдинов, по одному от каждых 20 кибиток. Постоянное руководство улусом осуществлялось улусским управлением, состоявшим в казённых улусах из правителя улуса и улусского попечителя, а во владельческих улусах — из нойона-владельца, а в случае его отсутствия — из опекуна, а также улусского попечителя.
Улусские попечители избирались главным попечителем и с одобрения губернатора утверждались министром государственных имуществ. Правители казённых улусов назначались с одобрения губернатора министром государственных имуществ из числа калмыков зайсангов или владельцев, достигших 25-летнего возраста и не состоявших под судом. Нойоны-владельцы вступали в управление улусом по праву наследства, однако в случае ненадлежащего поведения отстранялись от управления главным попечителем с утверждения губернатора. Заменяющие нойонов опекуны избирались улусным сходом и утверждались министром по представлению главного попечителя и с согласия губернатора.
Аймачный сход состоял из зайсангов, по одному из семейства, а также хотонных старост и выборных от хотонов, по одному от пяти кибиток. В сходах могли участвовать калмыки, достигшие возраста 25 лет, владевшие собственным хозяйством и «неопороченные по суду». Участие в сходах и согласие на выполнение работы на выборных должностях являлось обязательным. За неявку на сход налагалось денежное взыскание в размере 1 руб. Аймачный сход собирался в сроки, установленные управлением государственных имуществ. Ему принадлежало право исключать опорочивших себя калмыков и передавать их в распоряжение властей.
Сходом избирались сроком на три года, где не было родовых зайсангов, аймачные старшины и хотонные старосты. При несовершеннолетии родового зайсанга или отстранении его за недостойное поведение аймачным сходом избирался опекун, утверждавшийся губернатором. Аймачные старшины избирались из зайсангов безаймачных или простолюдинов, а хотонные старосты — только из простолюдинов.
Для рассмотрения судебных дел образовывались улусные зарго, состоявшие из улусного попечителя, его помощника и двух заседателей, избранных на три года улусным сходом из безаймачных зайсангов. Они возглавлялись нойоном или казённым правителем улуса.

## Кочевые инородцы Ставропольской губернии
Кочевые инородцы Ставропольской губернии (калмыки, караногайцы, едимкульцы, трёхменцы, киргизы) состояли в ведении Министерства государственных имуществ. Управление ими осуществлялось главным приставом, подчинённым губернатору. Помощь главному приставу по полицейским делам в кочевьях оказывали частные приставы.
Управление инородцами осуществлялось лицами, избранными из их числа сроком на три года. В каждой волости избирался голова, два старшины и казначей, а в аулах — аульные старосты. Кроме того, для обсуждения общественных дел ежегодно у частного пристава собирались должностные лица по назначению начальства. По судебным делам все кочевые инородцы Ставропольской губернии были подчинены ведомству общих судебных установлений. Улусный зарго у калмыков Ставропольской губернии выполнял функции волостного суда.

## Воинская повинность для инородцев
До введения всеобщей воинской повинности лопари, корелы Кемского уезда Архангельской губернии, самоеды Мезенской губернии и все сибирские инородцы не подлежали рекрутской повинности.
Всеобщая воинская повинность первоначально также не была распространена на всех этих инородцев, но затем, начиная со второй половины 1880-х годов, инородческое население Астраханской, Тобольской и Томской губерний, Акмолинской, Семипалатинской, Тургайской и Уральской областей и всех губерний и областей Иркутского и Приамурского генерал-губернаторств, а также самоедов Мезенского уезда стали привлекать к отбыванию всеобщей воинской повинности на основании особых положений.
Для мусульманского населения Терской и Кубанской областей и Закавказья, а также для абхазцев-христиан Сухумского округа и Кутаисской губернии поставка новобранцев была временно заменена взиманием особого денежного сбора; тем же налогом облагались и инородцы Ставропольской губернии: трухмены, ногайцы, калмыки и пр., а равно караногайцы, поселенные в Терской области, и жители Закавказского края: ингилойцы-христиане и мусульмане, курды и езиды.
Осетинам-мусульманам было даровано право отбывать воинскую повинность лично, наравне с осетинами-христианами, на льготных основаниях, предоставленных туземному населению Закавказского края, с тем чтобы новобранцы были назначаемы на службу в полки Терского казачьего войска.